# Shin Jong-hun
Shin Jong-hun, né le 5 mai 1989, est un boxeur sud-coréen.

## Carrière
Champion d'Asie à Incheon en 2011 dans la catégorie mi-mouches, sa carrière amateur est également marquée par une médaille d'argent aux championnats du monde de Bakou la même année et par une médaille de bronze à Milan en 2009.

### Jeux olympiques
- Qualifié pour les Jeux de 2012 à Londres, Angleterre

### Championnats du monde de boxe amateur
- Médaille d'argent en -49 kg en 2011 à Bakou, Azerbaïdjan
- Médaille de bronze en -48 kg en 2009 à Milan, Italie

### Championnats d'Asie de boxe amateur
- Médaille d'or en -48 kg en 2011 à Incheon,  Corée du Sud